# Cantó de Briey
El cantó de Briey és un cantó francès del departament de Meurthe i Mosel·la, situat al districte de Briey. Té 9 municipis i el cap és Briey.

## Municipis
- Anoux
- Avril
- Les Baroches
- Briey
- Jœuf
- Lantéfontaine
- Lubey
- Mance
- Mancieulles

## Història
| Data d'elecció                           | Identitat        | Partit  | Qualitat |
| ---------------------------------------- | ---------------- | ------- | -------- |
| 1945-1958                                | Philippe Serre   | UDSR-JR |          |
| 1958-1964                                | Maurice Peltier  | RI      |          |
| 1964-1976                                | Jean Bertrand    | PCF     |          |
| 1976-1982                                | Colette Goeuriot | PCF     |          |
| 1982-1988                                | Jérôme Tonin     | PS      |          |
| 1988-2001                                | Guy Vattier      | UDF     |          |
| 2001-                                    | André Corzani    | PCF     |          |
| les dades anteriors no són pas conegudes |                  |         |          |
|                                          |                  |         |          |

## Demografia
| A partir de 1990: Població sense dobles comptes |